# Calypsachaeus
Calypsachaeus is een geslacht van kreeftachtigen uit de klasse van de Malacostraca (hogere kreeftachtigen).

## Soort
- Calypsachaeus calypso (Forest & Guinot, 1966)